# Союз прогрессивных рабочих и фермеров
Союз прогрессивных рабочих и фермеров (Прогрессивный рабоче-крестьянский союз, нидерл. Progressieve Arbeiders- en Landbouwers Unie) — левая политическая партия в Суринаме. Лидер партии Джим Хок.

## История
Партия Союз прогрессивных рабочих и фермеров была основана 12 марта 1977 года. Создана она была на основе действовавшей с 1973 года одноимённой правозащитной организации. Партия была зарегистрирована для участия в выборах. Однако Союз прогрессивных рабочих и фермеров набрал всего лишь 1006 голосов, что составило 0,8 % и не позволило войти в Национальную ассамблею Суринама.
25 февраля 1980 года в Суринаме был совершён военный переворот. Он был организован старшим сержантом Дези Баутерсе, с помощью ещё 15 сержантов. Баутерсе стал править Суринамом как глава созданного им Национального Военного Совета. Он распустил парламент, отменил конституцию, ввёл в стране чрезвычайное положение. Партия Союз прогрессивных рабочих и фермеров — единственная партия, деятельность которой не была ограничена. С 1981 по 1983 год члены партии входили в Военный совет, а Эррол Алибу занимал пост премьер-министра Суринама.
На всеобщих выборах в Суринаме в 2010 году Союз прогрессивных рабочих и фермеров шёл в составе партийной коалиции «Мега-комбинация», во главе с Дези Баутерсе и прошёл в парламент. в 2015 году Союз прогрессивных рабочих и фермеров шёл на выборы самостоятельно и получил лишь один мандат в Национальной ассамблее.